# Голкохвіст південний
Голкохвіст південний (Chaetura meridionalis) — вид птахів родини серпокрильцевих (Apodidae).

## Поширення
Цей вид гніздиться в Болівії, Бразилії, Парагваї та Аргентині та є принаймні частково мігруючим, із записами в Панамі, Колумбії, Суринамі, Венесуелі та Французькій Гвіані взимку.